# Симон Рено
Симон Рено (на френски: Simone Renant (19 март 1911 – 29 март 2004 г.) е френска актриса. 

## Биография
Симон Рено се появява в 43 филма между 1934 г. и 1983 г. Тя е родена в Амиен, Франция и починала в Гарш, Франция.
Симон се омъжва два пъти, за режисьора Кристиан-Жак и след това за кино производителят с руски произход и френско гражданство Александр Александрович Мнушкин (на френски: Alexandre Mnouchkine). През 1960 г. тя е член на журито на филмовия фестивал в Кан.

## Избрана филмография
| година | филм                            | оригинално заглавие            | роля               | режисьор         |
| ------ | ------------------------------- | ------------------------------ | ------------------ | ---------------- |
| 1936   | Мистериозната дама              | La mystérieuse lady            | Секретарката       | Робер Пеги       |
| 1936   | Вие не може да заблуди Антоанет | On ne roule pas Antoinette     | Антоанет           | Пол Мадо         |
| 1940   | Те бяха дванадесет жени         | Elles étaient douze femmes     | Габи               | Жорж Лакомб      |
| 1943   | Път без надежда                 | Voyage sans espoir             | Мари-Анж           | Кристиан-Жак     |
| 1946   | Изкушението на Барбизо          | La Tentation de Barbizon       | Ева Паркър / Анжел | Жан Стели        |
| 1947   |                                 | Quai des Orfèvres              | Дора Моние         | Анри-Жорж Клузо  |
| 1947   | Тайнственият мосю Силвен        | Le mystérieux Monsieur Sylvain | Франсоаз Дастиер   | Жан Стели        |
| 1948   | След любовта                    | Après l'amour                  | Никол Месуле       | Морис Турньор    |
| 1950   | Няма милост за жените           | Pas de pitié pour les femmes   | Мариан Северин     | Кристиан Стенгел |
| 1952   | Син на Гърбушкото               | Il Figlio di Lagardere         | Матилде Пероле     | Фернандо Черчио  |
| 1959   | Опасни връзки                   | Les Liaisons dangereuses       | Жулиет Валмон      | Роже Вадим       |
| 1964   | Този мъж от Рио                 | L'Homme de Rio                 | Лола               | Филип де Брока   |
| 1980   | Трима мъже за убиване           | Trois hommes à abattre         | Г-жа Жерфо         | Жак Дере         |